# Konståret 1930

## Händelser

### Okänt datum
- Milanobiennalen omändras till en triennal.
- Halmstadgruppen har sin första gemensamma utställning i Göteborgs konsthall.
- Malvina Hoffman börjar skulptera i naturlig storlek för Field Museum.
- Great Bardfield Artists grundas.
- Riksförbundet för bildande konst grundas.

## Priser
- Archibald Prize: W B McInnes – Drum-Major Harry McClelland.
- Villa Massimo: Karl Schmidt-Rottluff

## Verk
- Pierre Bonnard – Pots.
- John Steuart Curry – Hogs Killing a Snake.
- Theo van Doesburg – Arithmetic Composition.
- Augustus John – Portrait of Tallulah Bankhead.
- T.F. Simon – View in Old Prague.

## Utställningar
- 16 maj–29 september – Stockholmsutställningen

## Födda
- 26 januari – Assar Lindbeck, svensk konstnär och nationalekonom.
- 3 februari – Gillian Ayres, engelsk målare.
- 5 februari – Ilon Wikland, estnisk-svensk illustratör.
- 13 februari – Ernst Fuchs, österrikisk målare, skulptör, arkitekt, kompositör, poet, sångare.
- 18 februari – Gahan Wilson, amerikansk serietecknare.
- 21 februari – Enrique Tabara, ecuadoriansk målare.
- 22 mars – Anders Andersö, svensk tecknare och journalist.
- 30 mars – Rolf Harris, australisk sångare, kompositör, bildkonstnär och TV-personlighet.
- 31 mars – Susan Weil, amerikansk målare.
- 1 april – Jacques Zadig, svensk målare och tecknare.
- 12 april – Manuel Neri, amerikansk skulptör, målare och tryckare.
- 18 april – Per Fredrik Glommé (död 2000), svensk konstnär.
- 29 april – Ellinor Taube (död 1988), svensk målare och tecknare.
- 15 maj – Jasper Johns, amerikansk skulptör, målare och tryckare.
- 20 maj – Barbro Östlihn (död 1995), svensk konstnär.
- 22 maj – Marisol Escobar, fransk skulptör och tryckare.
- 23 maj
  - Aslan, fransk målare, skulptör och pin-up-konstnär.
  - Richard Anuszkiewicz, amerikansk skulptör, målare och tryckare.
- 26 maj – Rolf Lidberg (död 2005), svensk konstnär och botaniker.
- 30 maj
  - Robert Ryman, amerikansk målare.
  - Peter Sandelin, Finlandssvensk poet och bildkonstnär.
- 10 juni – Ilja Glazunov, rysk målare.
- 13 juni – Bertil Almlöf,  svensk konstnär, målare och grafiker.
- 16 juni – Alan D'Arcangelo (död 1998), amerikansk målare och grafisk konstnär.
- 20 juni – Magdalena Abakanowicz, polsk skulptör.
- 22 juni – Bengt Olson, svensk målare, grafiker och skulptör.
- 8 juli – Lennart Sjögren, svensk författare och bildkonstnär.
- 17 augusti – Rolf Wertheime, svensk målare, skulptör, fotograf och filmare.
- 23 augusti – Elaine Sturtevant (död 2014), 84, amerikansk konstnär.
- 9 september – Einar Höste (död 2013), svensk skulptör.
- 12 september – Mai-Britt Palmroth (död 2020), svensk konstnär.
- 8 oktober – Faith Ringgold, amerikansk målare och tygkonstnär.
- 29 oktober – Niki de Saint Phalle, fransk konstnär.
- 7 november – Robert Natkin, amerikansk målare.
- 21 november – René Brô, fransk målare.
- 25 november – Göran Lange (död 2008), svensk skulptör och tecknare.
- 28 december – Björn Wigardt, svensk författare, tecknare, kompositör och korsordsmakare.

## Avlidna
- 13 februari – Carl Brandt, (född 1871), svensk målare
- 14 april – Vladimir Majakovskij (född 1893), rysk författare och bildkonstnär.
- 11 maj – Nils Kreuger (född 1858), svensk konstnär.
- 28 maj – George Lambert (född 1873), australiensisk porträttmålare och krigskonstnär.
- 13 april – Agnes Branting (född 1862),  svensk textilkonstnär och författare.
- 5 juni – Jules Pascin (född 1885), målare.
- 15 juli – Ferdinand Stoopendaal (född 1850), svensk konstnär
- 21 augusti – Christopher Wood (född 1901), engelsk målare.
- 24 september – Otto Mueller (född 1874), tysk målare.
- 25 september – Abram Archipov (född 1862), rysk konstnär.
- 9 november – Adolf Wölfli (född 1864), schweizisk konstnär, författare och kompositör.
- 9 december – Laura Muntz Lyall (född 1860), kanadensisk målare.